# São Brissos (Beja)
São Brissos is een plaats (freguesia) in de Portugese gemeente Beja en telt 101 inwoners (2001).

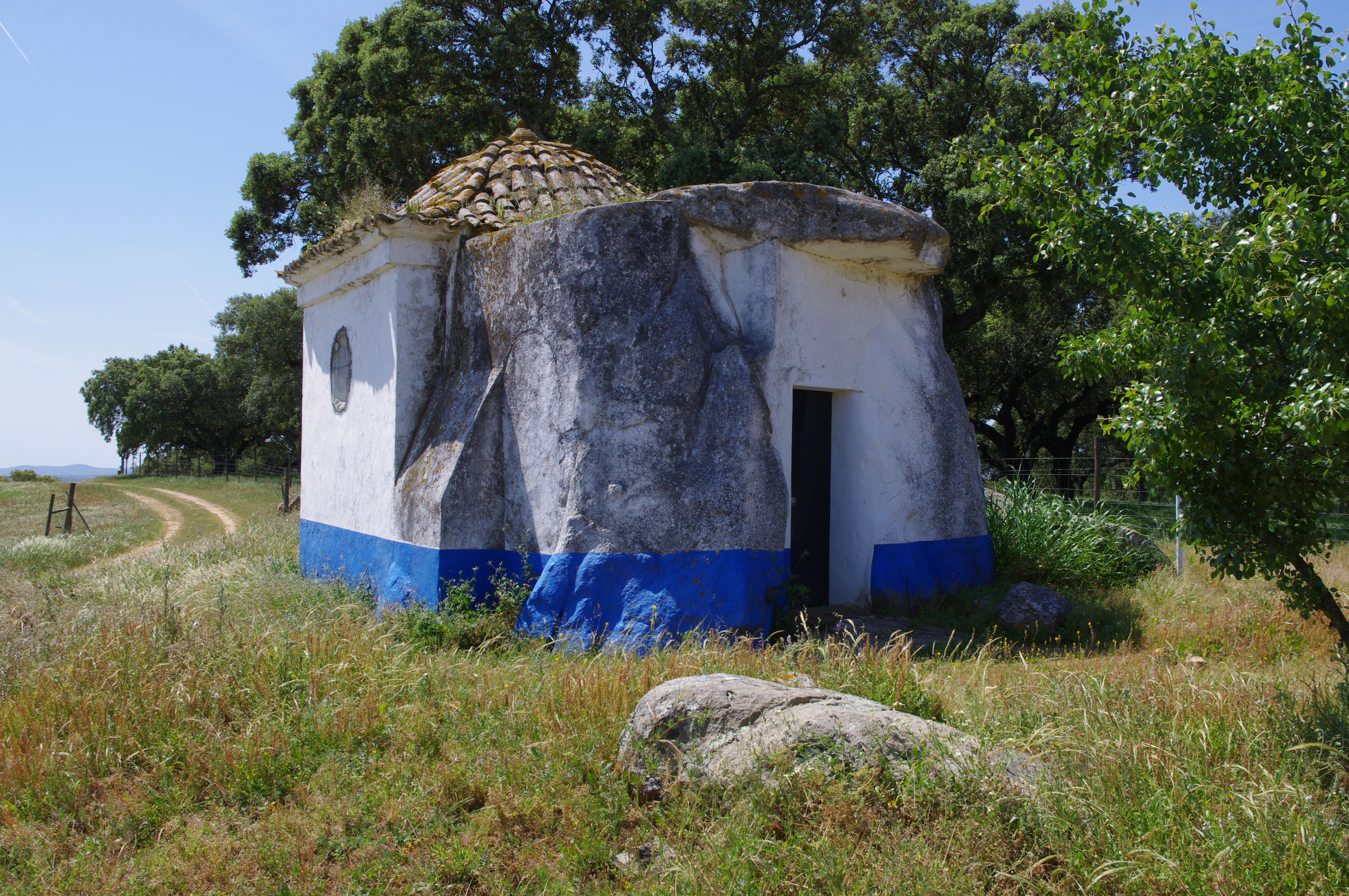
De dolmen-kapel van São Brissos